# Konferenz der Erwachsenenbildung Österreichs
Die Konferenz der Erwachsenenbildung Österreichs (KEBÖ) ist ein unabhängiges Forum von österreichischen Erwachsenenbildungsverbänden, die laut Erwachsenenbildungs-Förderungsgesetz 1973 (BGBl. Nr. 171/1973) anerkannt sind. Die in der Konferenz vertretenen Verbände sind autonom, nicht gewinnorientiert und sie leisten eine kontinuierliche und planmäßige Bildungsarbeit. Die freie Arbeitsgemeinschaft bearbeitet gemeinsame Anliegen und Projekte und vertritt die Interessen nach außen. Der Vorsitz wechselt nach dem Rotationsprinzip zwischen den jeweiligen Verbandsvorsitzenden. Derzeitiger Vorsitzender für die Periode 2023–2025 ist Bernd Wachter vom Forum Katholischer Erwachsenenbildung in Österreich.

## Gründung
Die KEBÖ wurde 1972 im Bundesheim für Erwachsenenbildung in Strobl (jetzt Bundesinstitut für Erwachsenenbildung, bifeb) gegründet. Das Bundesministerium für Unterricht und Kunst, vertreten durch Hans Altenhuber, Leiter der Abteilung „Erwachsenenbildung“, war maßgeblich an der Gründung beteiligt.
Der Obmann des Verbandes Österreichischer Volksbüchereien, Senatsrat Rudolf Müller, wurde zum ersten Vorsitzenden gewählt. „Um die Bedeutung der KEBÖ anzuerkennen und die Zusammenarbeit zwischen dem Bildungsministerium und den Einrichtungen der Erwachsenenbildung zu stärken, erhielten die anerkannten gesamtösterreichischen Einrichtungen eine besondere Stellung“ im Bundesgesetz über die Förderung der Erwachsenenbildung vom 21. März 1973.

## Aufgaben
- Als Plattform ermöglicht die KEBÖ die Zusammenarbeit und den Austausch in bildungspolitischen und pädagogischen Sachfragen.
- Sie vertritt die gemeinsamen Interessen der Institutionen nach außen. Dazu zählt das Interesse der Institutionen, die österreichische Erwachsenenbildung als Teil des Gesamtbildungssystems in der Bildungspolitik zu etablieren, um die wachsende Bedeutung der Erwachsenenbildung zu dokumentieren und die Verantwortung der Bildungspolitik aufzuzeigen.
- Sie regt zu fachlichen Stellungnahmen zu Problemen der Erwachsenenbildung an und forciert Grundlagenforschung zur österreichischen Erwachsenenbildung.
- Sie wirkt an kooperativen Projekten zur Erwachsenenbildung und an der Koordination und Durchführung mit.[5]

## Mitglieder
- Arbeitsgemeinschaft Bildungshäuser Österreich (ARGE)
- Berufsförderungsinstitut Österreich (BFI)
- Büchereiverband Österreichs (BVÖ)
- Forum Katholischer Erwachsenenbildung in Österreich
- Ländliches Fortbildungsinstitut Österreich (LFI)
- Ring Österreichischer Bildungswerke
- Verband Österreichischer Gewerkschaftlicher Bildung (VÖGB)
- Verband Österreichischer Volkshochschulen (VÖV)
- Volkswirtschaftliche Gesellschaft Österreich (VG-Ö)
- Wirtschaftsförderungsinstitut der Wirtschaftskammer Österreich (WIFI)

## Die KEBÖ in Zahlen
Die in der KEBÖ vertretenen Verbände weisen gemeinsam folgende Zahlen auf:
- 74.919 Mitarbeiter:

davon 6.467 Angestellte Mitarbeiter,
46.891 Nebenberufliche Mitarbeiter,
21.561 Ehrenamtliche Mitarbeiter und
49.898 Kursvortragende und Trainer.
- 157.688 Veranstaltungen
- 2.018.446 Teilnahmen[6]

## Belege
1. ↑  Angela Bergauer, Wilhelm Filla, Herrwig Schmidbauer (Hrsg.): Kooperation & Konkurrenz, 30 Jahre Konferenz der Erwachsenenbildung Österreichs. Wien, 2002
2. ↑  Forum Katholischer Erwachsenenbildung in Österreich
3. ↑  Hans Altenhuber: Vorgeschichte, Gründung und Anfänge der KEBÖ. In Angela Bergauer; Wilhelm Filla & Herrwig Schmidbauer (Hrsg.): Kooperation & Konkurrenz, 30 Jahre Konferenz der Erwachsenenbildung Österreichs. Wien, 2002, S. 13–21
4. ↑  Heinz Gruber: Bildungsministerium und Erwachsenenbildung – 30 Jahre gelebte Zusammenarbeit. In Angela Bergauer; Wilhelm Filla & Herrwig Schmidbauer (Hrsg.): Kooperation & Konkurrenz, 30 Jahre Konferenz der Erwachsenenbildung Österreichs. Wien: Ring Österreichischer Bildungswerke S. 10
5. ↑  KEBÖ: Grundsatzerklärung 1994
6. ↑  KEBÖ-Statistik | Knowledgebase Erwachsenenbildung (adulteducation.at)